# Combichrist
Combichrist är ett av norrmannen Andy LaPleguas många musikprojekt och spelar aggrotech samt industrimetal.
Bandet bildades 2003 då de släppte EP:n Kiss the blade. Kort därefter kom det första fullängdsalbumet The Joy of Gunz. Albumet innehåller företrädesvis instrumentella spår bestående av aggressiva beats och samplingar från filmer, något som inte är ovanligt inom genren. 2004 släpptes EP:n Sex, Drugs and Industrial.
År 2005 var året som bandet började definiera sin musikstil som TBM (Techno Body Music) med releasen av låten "This is TBM" på samlingsalbumet Techno Body Music volume 1.
År 2013 släppte Combichrist albumet No Redemption. No Redemption var ett album som gjordes specifikt för spelet DmC: Devil May Cry Det här albumet innehöll mer av ett industrimetal och metalcore ljud, vilket var något dem skulle behålla på deras två album efter We Love You (2014) och This Is Where Death Begins (2016).

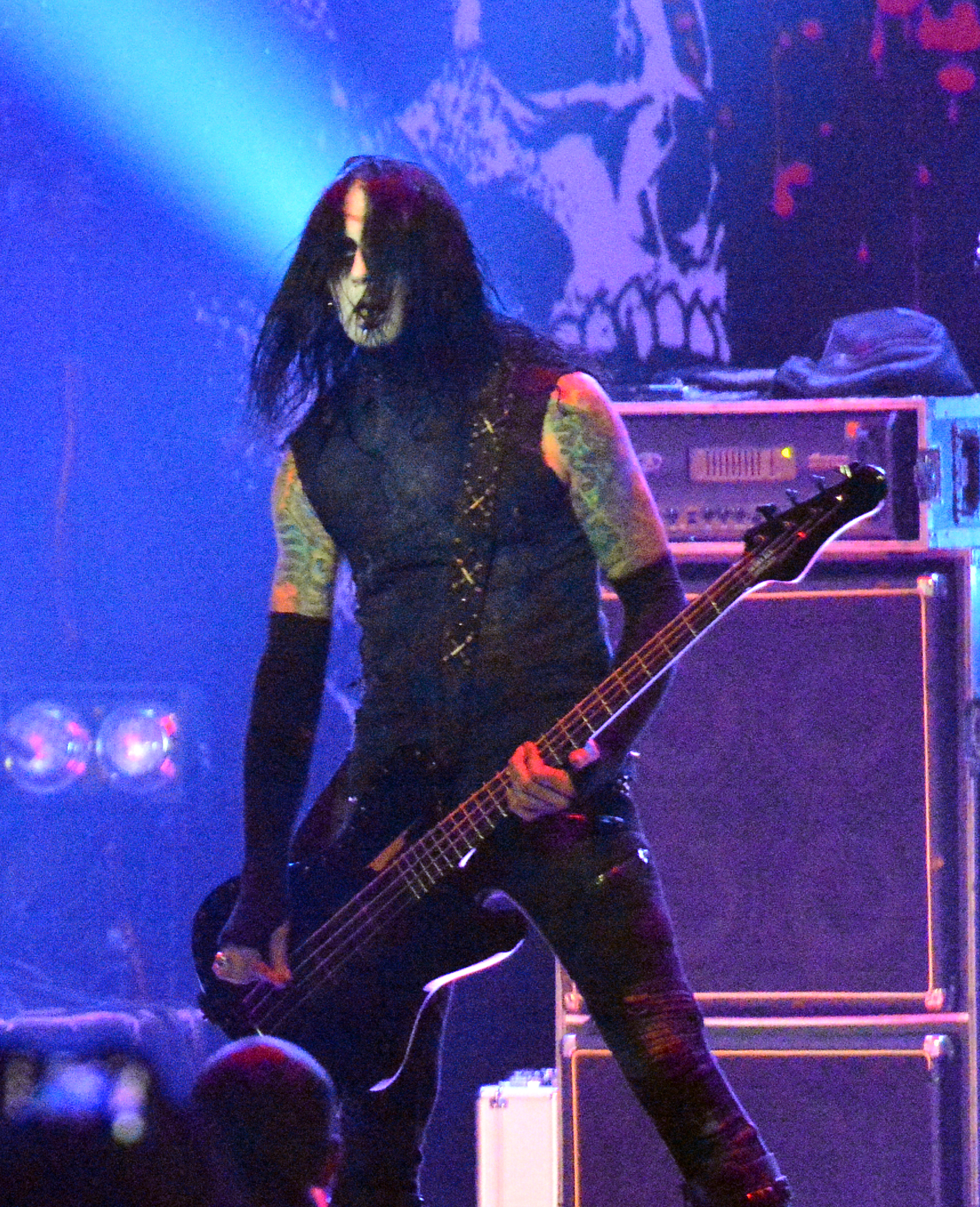
Wacken Open Air 2015

## Medlemmar
Nuvarande medlemmar
- Andy LaPlegua – sång (2003– )
- Eric13 – gitarr, bakgrundssång (2014– )
- Will Spodnick – trummor (2019– )
- Dane White – percussion (2019– )

Tidigare medlemmar
- Mr. Bjoern Petersen – programmering, keyboard, gitarr (2003–2005, 2013)
- Shaun F – keyboard, percussion (2005, 2012)
- Syn M – keyboard (2005–2007)
- Joe Letz – trummor (2006– )
- Z.Marr – elektronik, keyboard, percussion (2008–2015)
- Wes Borland – gitarr (2009, 2010)
- Abbey Nex – gitarr, basgitarr, bakgrundssång (2009–2014)
- Oumi Kapila – gitarr (2016, 2017)
- Brent Ashley – basgitarr, bakgrundssång (2014–2018)
- Jon Horton – percussion (2006–2007)
- Kourtney Klein – percussion (2008)
- Trevor Friedrich – percussion (2009-2012)
- Joe Letz – trummor (2006–2019)
- Brent Ashley – basgitarr (2014–2018)
- Nick Rossi – percussion (2016–2017, 2018–2019)
- Elliott Berlin – keyboard, bakgrundssång (2013, 2016, 2018–2019)

Bidragande musiker
- Tiffany Lowe – keyboard (2013)
- Daniel Graves – keyboard (2013)
- Daniel Meyer (SAM) – keyboards (2013)
- Mark Jackson (VNV Nation) – percussion (2009)
- Tim Van Horn – percussion (2012)

## Diskografi
Studioalbum
- The Joy of Gunz (2003)

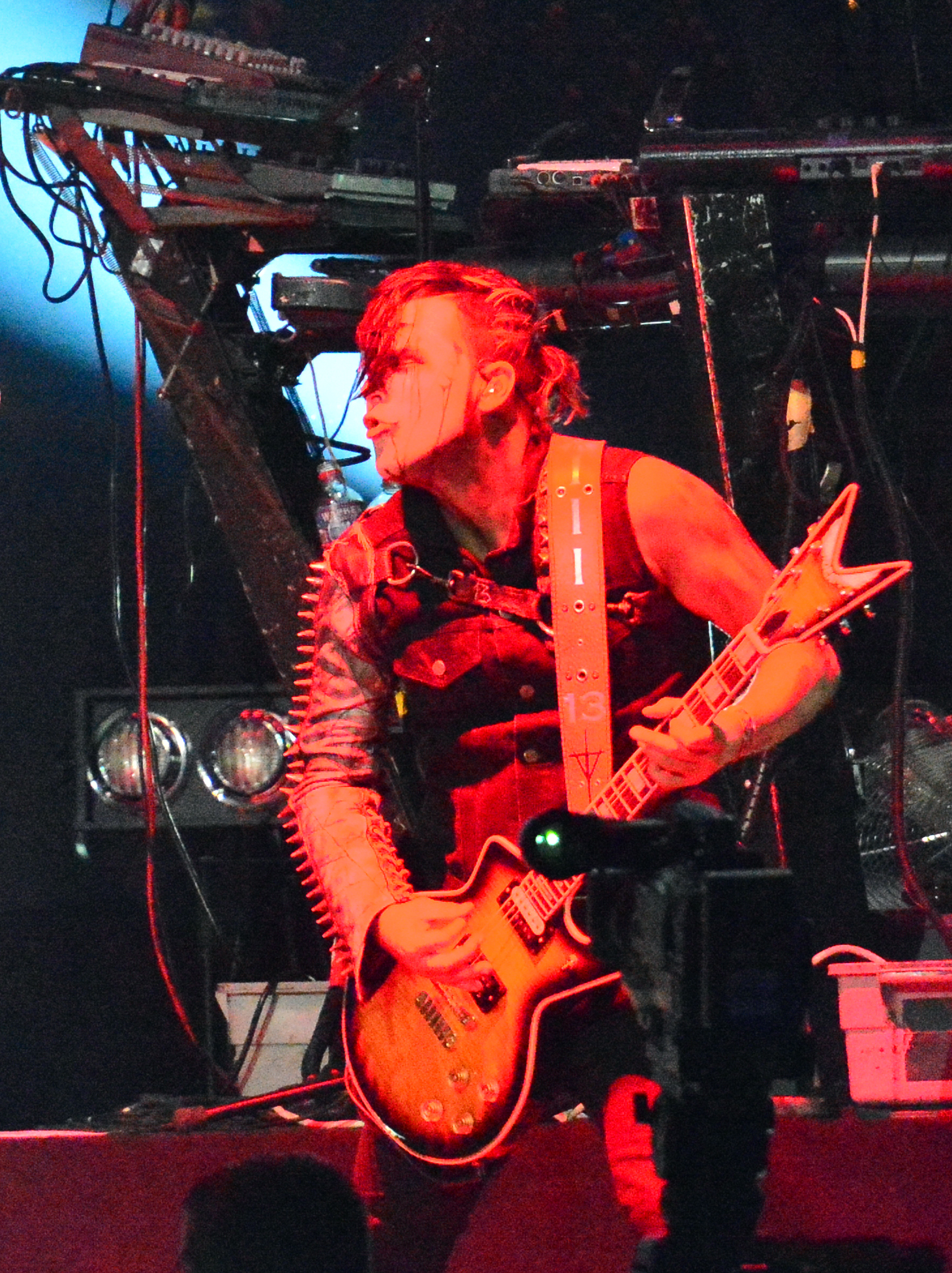
Wacken Open Air 2015

- Sex, Drogen Und Industrial EP (2004)
- Everybody Hates You (2005)
- What The Fuck Is Wrong With You People? (2007)
- Today We Are All Demons (2009)
- Scarred - (The Remixes) (2010)
- Never Surrender - (The Remixes) (2010)
- Making Monsters (2010)
- Throat Full of Glass - (The Remixes) (2011)
- No Redemption (2013)
- From My Cold Dead Hands - (The Remixes) (2014)
- We Love You (2014)
- This Is Where Death Begins (2016)
- One Fire (2019)

Singlar
- "Blut Royale" (2004)
- "Get Your Body Beat" (2006)
- "Sent To Destroy" (2008)
- "Never Surrender" (2010)
- "Bottle of Pain" (2012)
- "Feed The Fire" (2013)
- "From My Cold Dead Hands" (2014)
- "Skullcrusher" (2016)

Samlingsalbum
- Noise Collection Vol. 1 (2010)

## Musikvideor

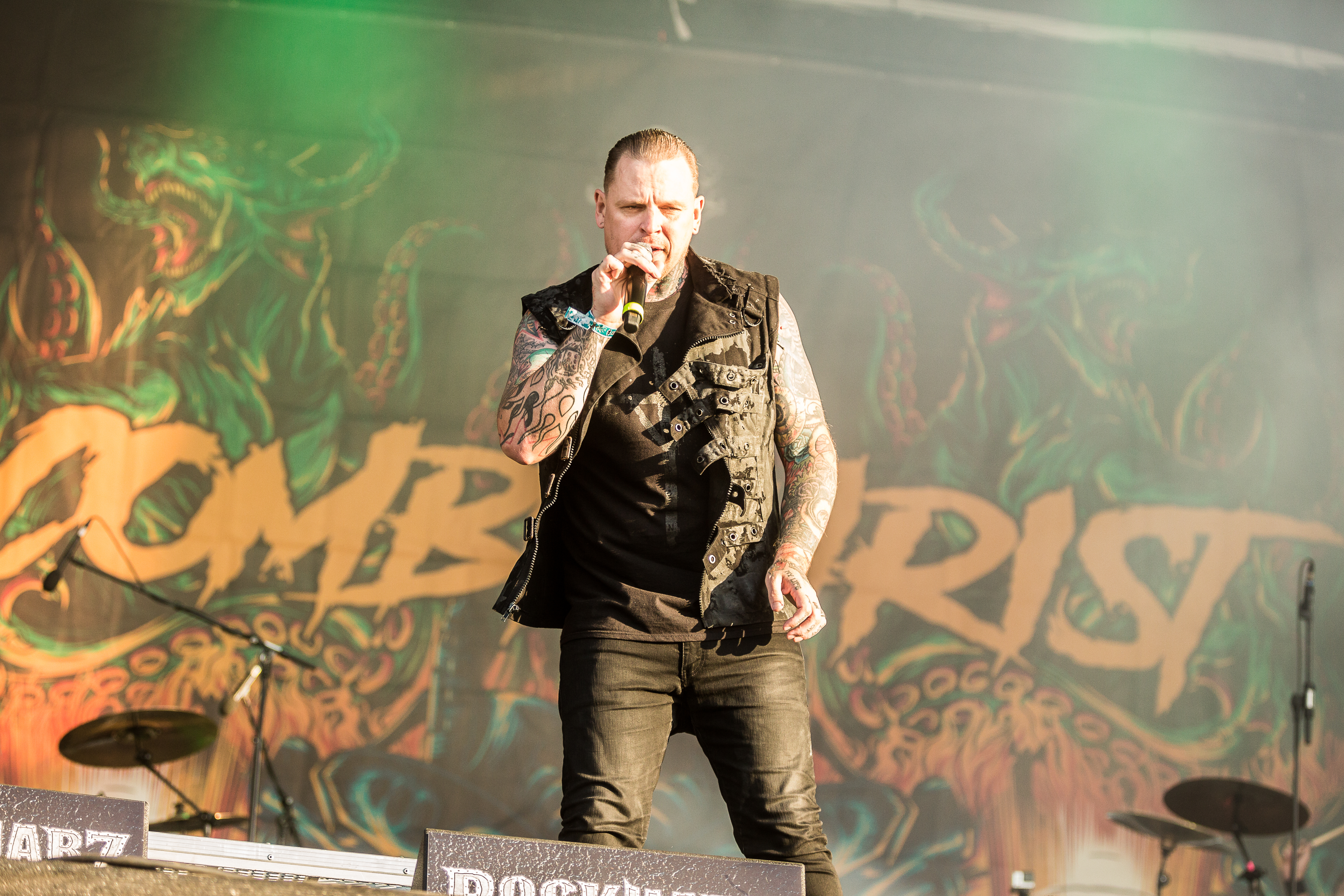
Combichrist 2019.

- Blut Royale (2005)
- Get Your Body Beat (2006)
- Deathbed (2007)
- Sent To Destroy (2008)
- Throat Full of Glass (2011)
- Feed The Fire (2013)
- From My Cold Dead Hands (2014)
- Maggots At The Party (2014)
- Denial (2015)
- Skullcrusher (2016)